# Годінешть (Горж)
Годінешть, Годінешті (рум. Godinești) — село у повіті Горж в Румунії. Входить до складу комуни Годінешть.
Село розташоване на відстані 255 км на захід від Бухареста, 24 км на захід від Тиргу-Жіу, 101 км на північний захід від Крайови.

## Населення
За даними перепису населення 2002 року у селі проживала 1171 особа. Рідною мовою 1170 осіб (99,9%) назвали румунську.
Національний склад населення села:
| Національність | Кількість осіб | Відсоток |
| -------------- | -------------- | -------- |
| румуни         | 1161           | 99,1%    |
| цигани         | 9              | 0,8%     |